# Kamenjak (obwód Burgas)
Kamenjak (bułg. Каменяк) – wieś w Bułgarii, w obwodzie Burgas, w gminie Ruen. W 2023 roku liczyła 171 mieszkańców.